# 野生動物通道

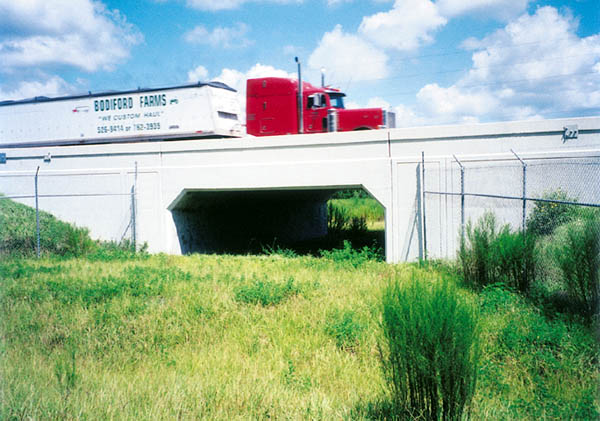
佛羅里達州道46號在此高架跨過。通道兩側都有圍欄

野生動物通道是一種容許動物安全通過人造障礙的建築物。野生動物通道可以是地下道、 高架橋（多為大型或獸群動物）、兩棲類隧道、魚道、星懸橋（通常用於猴子和松鼠）、隧道及涵洞（用於較小型動物例如水獺、箭豬）及綠屋頂（蝴蝶和鳥類）。
野生動物通道是保護棲息地的一種方法，讓棲息地接通或再接通，阻止棲息地碎片化。野生動物通道也可避免動物因道路致死現象，不但減少殺害或傷害野生動物，也可防止傷害人類和導致財物損失。